# Территориальное аббатство Токвон
 Территориальное аббатство Токвон  (лат. Territorialis Abbatia Tokvonensis) — особая территориально-административная единица  Римско-Католической Церкви на уровне епархии с центром в городе Токвон, Северная Корея. Территориальное аббатство создается в чрезвычайных условиях на неопределённый срок, когда обычное окормление католических верующих чрезвычайно затруднено по географическим, политическим или иным причинам. В отличие от обычного аббатства территориальное аббатство создается для пастырской деятельности среди мирян. Территориальное аббатство канонически независимо от епархии, на территории которой оно находится и подчиняется напрямую Святому Престолу.

## История
Территориальная прелатура Токвон была создана Римским папой Пием XII 12 января 1940 года для действия на территории города Токвон. В 1950 году Территориальное прелатура Токвон была переименована в Территориальное аббатство Токвон. В настоящее время из-за невозможности полноценного функционирования в КНДР епархий Пхеньяна и Хамхына Территориальное аббатство Токвон распространяет свою деятельность на территории этих епархий.

## Ординарии
- аббат-епископ Бонифаций (Йозеф) Зауэр (Bonifatius (Josef) Sauer, 12.01.1940 — 7.02.1950)
- священник Timotheus (Franz Xaver) Bitterli (09.05.1952 — 22.05.1981, апостольский администратор)[2]
- священник Placido (Linus Tong-Ho) Ri (22.05.1981 — 16.04.1985, апостольский администратор)[3]
- священник Simon Peter Ri Hyong-u (с 21.11.2005, апостольский администратор)[4]
- священник Blasio Park (с 07.05.2013, апостольский администратор)

## Источник
- Annuario Pontificio, Libreria Editrice Vaticana, Città del Vaticano, 2003, ISBN 88-209-7422-3